# Liste der Kulturdenkmäler in Rüdesheim am Rhein
Die folgende Liste enthält die in der Denkmaltopographie ausgewiesenen Kulturdenkmäler auf dem Gebiet  der  Stadt Rüdesheim am Rhein, Rheingau-Taunus-Kreis, Hessen.
Hinweis: Die Reihenfolge der Denkmäler in dieser Liste orientiert sich zunächst an Stadtteilen und anschließend der Anschrift, alternativ ist sie auch nach der Bezeichnung, der vom Landesamt für Denkmalpflege vergebenen Nummer oder der Bauzeit sortierbar.
Kulturdenkmäler werden fortlaufend im Denkmalverzeichnis des Landes Hessen durch das Landesamt für Denkmalpflege Hessen auf Basis des Hessischen Denkmalschutzgesetzes (HDSchG) geführt. Die Schutzwürdigkeit eines Kulturdenkmals hängt nicht von der Eintragung in das Denkmalverzeichnis des Landes Hessen oder der Veröffentlichung in der Denkmaltopographie ab.

Das Vorhandensein oder Fehlen eines Objekts in dieser Liste ist keine rechtsverbindliche Auskunft darüber, ob es Kulturdenkmal ist oder nicht: Diese Liste entspricht möglicherweise nicht dem aktuellen Stand der offiziellen Denkmaltopographie. Diese ist für Hessen in den entsprechenden Bänden der Denkmaltopographie Bundesrepublik Deutschland und im Internet unter DenkXweb – Kulturdenkmäler in Hessen einsehbar. Auch diese Quellen sind, obwohl sie durch das Landesamt für Denkmalpflege Hessen aktualisiert werden, nicht immer aktuell, da es im Denkmalbestand immer wieder Änderungen gibt.
Eine verbindliche Auskunft erteilt allein das Landesamt für Denkmalpflege Hessen.
Nutze diese Kartenansicht, um Koordinaten in der Liste zu setzen. In dieser Kartenansicht sind Kulturdenkmale ohne Koordinaten mit einem roten bzw. orangen Marker dargestellt und können in der Karte gesetzt werden. Kulturdenkmale ohne Bild sind mit einem blauen bzw. roten Marker gekennzeichnet, Kulturdenkmale mit Bild mit einem grünen bzw. orangen Marker.

## Rüdesheim am Rhein

### Gesamtanlagen mit besonderem Ensembleschutz
| Bild | Bezeichnung                        | Lage                                                                          | Beschreibung                                                                | Bauzeit       | Objekt-Nr. |
| --- | ---------------------------------- | ----------------------------------------------------------------------------- | --------------------------------------------------------------------------- | ------------- | ---------- |
| Bild gesucht [[Vorlage:Bilderwunsch/code!/C:49.97828,7.9198!/D:Gesamtanlage I, Altstadt Rüdesheim!/\|BW]]    | Gesamtanlage I, Altstadt Rüdesheim | begrenzt durch Rheinufer, Grabenstraße, Oberstraße und Auf der Ringmauer Lage | Gesamtanlage innerhalb des ehemaligen Mauerrings                            |               | 133880 DDB |
| weitere Bilder                                                                                               | Gesamtanlage II, Asbach-Gelände    | Am Rottland Lage                                                              | ab 1907 Standort der Firma Asbach, Produktionsort des Asbach Uralt bis 1995 |               | 133881 DDB |
| Bild gesucht [[Vorlage:Bilderwunsch/code!/C:49.980584,7.929748!/D:Gesamtanlage III, Adolf-Kohl-Platz!/\|BW]] | Gesamtanlage III, Adolf-Kohl-Platz | Adolf-Kohl-Platz; Friedrichstraße 11–17, 18–28; Kaiserstraße 5 Lage           | großflächige Stadterweiterung für die 1887 der Friedhof weichen musste      | Mitte 19. Jh. | 133879 DDB |

### Albertistraße
| Bild            | Bezeichnung | Lage                                           | Beschreibung          | Bauzeit | Objekt-Nr. |
| --------------- | ----------- | ---------------------------------------------- | --------------------- | ------- | ---------- |
| Bild gesucht BW |             | Albertistraße 1 LageFlur: 13, Flurstück: 119/1 | erbaut durch Carl Hey | 1859    | 133746 DDB |

### Am Rottland
| Bild           | Bezeichnung                                          | Lage                                                                  | Beschreibung | Bauzeit                | Objekt-Nr. |
| -------------- | ---------------------------------------------------- | --------------------------------------------------------------------- | --- | ---------------------- | ---------- |
| weitere Bilder | Bahnhof Rüdesheim                                    | Am Rottland 1/3 LageFlur: 21, Flurstück: 445/28                       | klassizistischer Typenbau nach Plänen Heinrich Veldes | 1862                   | 133687 DDB |
| weitere Bilder | Altes Verwaltungsgebäude Asbach                      | Am Rottland 6/7 LageFlur: 21, Flurstück: 800, 802                     | | nach 1921              | 133747 DDB |
| weitere Bilder | Burg Rottland, ehem. Sektkellerei Schultz & Dietrich | Am Rottland 9, Am Rottland LageFlur: 21, 37, Flurstück: 617/190, 58/2 | Neugotischer Bau im Burgenstil. Erbaut durch die Sektkellerei Gebrüder Schleif, danach Sektkellerei Schultz & Dietrich, später Rüdesheimer Schaumweinfabrik C.H. Schultz. Nach dem Ersten Weltkrieg gingen die Gebäude an die Firma Asbach über. | 1875                   | 133748 DDB |
| Stellwerk      | Stellwerk                                            | Am Rottland (Bahngelände) LageFlur: 21, Flurstück: 445/32             | | eventuell 1930er Jahre | 152466 DDB |

### An der Ringmauer
| Bild                | Bezeichnung         | Lage                                              | Beschreibung | Bauzeit | Objekt-Nr. |
| ------------------- | ------------------- | ------------------------------------------------- | ------------ | ------- | ---------- |
| Altes Feuerwehrhaus | Altes Feuerwehrhaus | An der Ringmauer 2 LageFlur: 32, Flurstück: 152/4 |              | 1888    | 133749 DDB |

### Bergstraße
| Bild | Bezeichnung | Lage                                               | Beschreibung | Bauzeit       | Objekt-Nr. |
| ---- | ----------- | -------------------------------------------------- | ------------ | ------------- | ---------- |
|      |             | Bergstraße 1/2 LageFlur: 18, Flurstück: 209/2, 210 |              | 17. / 18. Jh. | 133751 DDB |

### Bleichstraße
| Bild            | Bezeichnung | Lage                                            | Beschreibung | Bauzeit | Objekt-Nr. |
| --------------- | ----------- | ----------------------------------------------- | ------------ | ------- | ---------- |
| Bild gesucht BW |             | Bleichstraße 11 LageFlur: 16, Flurstück: 278/23 |              |         | 133752 DDB |

### Drosselgasse
| Bild       | Bezeichnung | Lage                                          | Beschreibung | Bauzeit | Objekt-Nr. |
| ---------- | ----------- | --------------------------------------------- | ------------ | ------- | ---------- |
| Drosselhof | Drosselhof  | Drosselgasse 5 LageFlur: 19, Flurstück: 275/4 |              |         | 133696 DDB |

### Eibinger Straße
| Bild                     | Bezeichnung              | Lage                                            | Beschreibung | Bauzeit                              | Objekt-Nr. |
| ------------------------ | ------------------------ | ----------------------------------------------- | ------------ | ------------------------------------ | ---------- |
| Hl. Johannes von Nepomuk | Hl. Johannes von Nepomuk | Eibinger Straße 9 LageFlur: 12, Flurstück: 47/9 |              | Mitte 18. Jh.                        | 133753 DDB |
| Goldiger Herrgott        | Goldiger Herrgott        | Eibinger Straße 9 LageFlur: 12, Flurstück: 47/9 |              | um 1780 später größtenteils erneuert | 133754 DDB |

### Ferdinand-Heyl-Straße
| Bild            | Bezeichnung       | Lage                                                              | Beschreibung | Bauzeit | Objekt-Nr. |
| --------------- | ----------------- | ----------------------------------------------------------------- | ------------ | ------- | ---------- |
| Bild gesucht BW | Wuster Kapellchen | Ferdinand-Heyl-Straße ohne Nummer LageFlur: 13, Flurstück: 1103/6 |              | 1938    | 133695 DDB |
| Bild gesucht BW |                   | Ferdinand-Heyl-Straße 4 LageFlur: 13, Flurstück: 3/2              |              | 1885    | 133755 DDB |

### Friedrichstraße
| Bild            | Bezeichnung           | Lage                                                      | Beschreibung                                                               | Bauzeit | Objekt-Nr. |
| --------------- | --------------------- | --------------------------------------------------------- | -------------------------------------------------------------------------- | ------- | ---------- |
| Bild gesucht BW | Saleck’sches Kreuz    | Friedrichstraße ohne Nummer LageFlur: 13, Flurstück: 80/9 |                                                                            |         | 133851 DDB |
| Bild gesucht BW | Justus-Alberti-Schule | Friedrichstraße 19 LageFlur: 13, Flurstück: 30/5          | zwischenzeitlich Hildegardis-Schule. Architekt: Georg Hartmann, Geisenheim | 1897–99 | 133757 DDB |
| Bild gesucht BW | Weingut Nägler        | Friedrichstraße 22 LageFlur: 13, Flurstück: 127/2         |                                                                            | 1899    | 133758 DDB |

### Geisenheimer Straße
| Bild            | Bezeichnung                | Lage                                                              | Beschreibung                                                          | Bauzeit | Objekt-Nr. |
| --------------- | -------------------------- | ----------------------------------------------------------------- | --------------------------------------------------------------------- | ------- | ---------- |
| Bild gesucht BW | Weingut Georg Breuer       | Geisenheimer Straße 9 LageFlur: 17, Flurstück: 379/25             | erbaut vom Weinhändler Emil Moos                                      | 1870    | 133759 DDB |
| Bild gesucht BW |                            | Geisenheimer Straße 12 LageFlur: 16, Flurstück: 262/10            |                                                                       | 1894    | 133760 DDB |
| Bild gesucht BW |                            | Geisenheimer Straße 17 LageFlur: 13, Flurstück: 153/2             |                                                                       | 1896    | 133761 DDB |
| Bild gesucht BW | Ehem. Hotel Goldener Adler | Geisenheimer Straße 19 LageFlur: 13, Flurstück: 748/151           | errichtet als Reichsbankgebäude, ab 1948 Hotel                        | 1905    | 133762 DDB |
| Bild gesucht BW |                            | Geisenheimer Straße 24 LageFlur: 16, Flurstück: 280/23            | Mit Nr. 26 Teil des durch Baustoffhändler J. Winau erbauten Komplexes | 1897    | 133763 DDB |
| Bild gesucht BW |                            | Geisenheimer Straße 26 LageFlur: 16, Flurstück: 281/23            | Mit Nr. 24 Teil des durch Baustoffhändler J. Winau erbauten Komplexes | 1897    | 133764 DDB |
| Bild gesucht BW |                            | Geisenheimer Straße 28 LageFlur: 16, Flurstück: 23/5              |                                                                       | 1893    | 133765 DDB |
| Bild gesucht BW |                            | Geisenheimer Straße 38 LageFlur: 16, Flurstück: 240/23            |                                                                       | 1894    | 133766 DDB |
| Bild gesucht BW |                            | Geisenheimer Straße 42/44 LageFlur: 16, Flurstück: 309/24, 310/24 |                                                                       | um 1900 | 133767 DDB |
| Bild gesucht BW | Schwarzes Kreuz            | Geisenheimer Straße 49 LageFlur: 14, Flurstück: 201/2             |                                                                       |         | 133853 DDB |

### Gerichtsstraße
| Bild        | Bezeichnung | Lage                                              | Beschreibung                  | Bauzeit | Objekt-Nr. |
| ----------- | ----------- | ------------------------------------------------- | ----------------------------- | ------- | ---------- |
| Amtsgericht | Amtsgericht | Gerichtsstraße 9 LageFlur: 13, Flurstück: 2/6     | Gebäude in Renaissance-Formen | 1912    | 133768 DDB |
|             |             | Gerichtsstraße 11/13 LageFlur: 13, Flurstück: 6/6 |                               | 1890    | 133769 DDB |
|             |             | Gerichtsstraße 23a LageFlur: 13, Flurstück: 572/9 |                               | 1894    | 133770 DDB |

### Hahnengasse
| Bild | Bezeichnung | Lage                                         | Beschreibung | Bauzeit                                | Objekt-Nr. |
| ---- | ----------- | -------------------------------------------- | ------------ | -------------------------------------- | ---------- |
|      |             | Hahnengasse 5 LageFlur: 18, Flurstück: 103/1 |              | Ältere Teile 16. Jh., Fachwerk 18. Jh. | 133683 DDB |

### Kaiserstraße
| Bild            | Bezeichnung        | Lage                                             | Beschreibung                                                                                                | Bauzeit | Objekt-Nr. |
| --------------- | ------------------ | ------------------------------------------------ | --- | ------- | ---------- |
| Bild gesucht BW | Sektkellerei Ohlig | Kaiserstraße 4a LageFlur: 13, Flurstück: 631/133 | ehemals Weingut Stumm-Halberg, um 1920 Francken-Sierstorppf’sches Gutsgebäude, seit 1953 Sektkellerei Ohlig | 1899    | 133772 DDB |
| Bild gesucht BW | Wohnanlage         | Kaiserstraße 5 LageFlur: 13, Flurstück: 29/1     | | 1922    | 133773 DDB |

### Kellerstraße
| Bild                     | Bezeichnung              | Lage                                             | Beschreibung                                                                                         | Bauzeit          | Objekt-Nr. |
| ------------------------ | ------------------------ | ------------------------------------------------ | --- | ---------------- | ---------- |
| Eingang der ehem. Schule | Eingang der ehem. Schule | Kellerstraße 1a LageFlur: 18, Flurstück: 192/1   | Grundmauern, Keller, Außentreppe und Türgewände des 1944 bei einem Bombenangriff zerstörten Gebäudes | Grundmauern 1741 | 133782 DDB |
|                          |                          | Kellerstraße 16 LageFlur: 18, Flurstück: 175     | | 17. /18. Jh.     | 133775 DDB |
|                          |                          | Kellerstraße 18 LageFlur: 18, Flurstück: 352/174 | | 17. /18. Jh.     | 133776 DDB |

### Kirchstraße
| Bild           | Bezeichnung                   | Lage                                                               | Beschreibung                                                                              | Bauzeit | Objekt-Nr. |
| -------------- | ----------------------------- | ------------------------------------------------------------------ | ----------------------------------------------------------------------------------------- | ------- | ---------- |
| weitere Bilder | Kath. Pfarrkirche St. Jakobus | Kirchstraße / Kellerstraße 1 LageFlur: 18, Flurstück: 117/1, 120/1 | entstanden um 1390–1400. Nach Kriegszerstörung Anbauten in romanisierender Form nach 1945 |         | 133774 DDB |

### Kleine Grabenstraße
| Bild              | Bezeichnung       | Lage                                                 | Beschreibung | Bauzeit | Objekt-Nr. |
| ----------------- | ----------------- | ---------------------------------------------------- | ------------ | ------- | ---------- |
| Sog. Zehntscheune | Sog. Zehntscheune | Kleine Grabenstraße 1 LageFlur: 19, Flurstück: 107/4 |              | 1784    | 133791 DDB |

### Klunkhardshof
| Bild                      | Bezeichnung               | Lage                                            | Beschreibung                                           | Bauzeit                          | Objekt-Nr. |
| ------------------------- | ------------------------- | ----------------------------------------------- | ------------------------------------------------------ | -------------------------------- | ---------- |
| weitere Bilder            | Klunkhardshof             | Klunkhardshof 1 LageFlur: 19, Flurstück: 337/97 |                                                        | nach 1450                        | 133779 DDB |
| weitere Bilder            | Klunkhardshof             | Klunkhardshof 2 LageFlur: 19, Flurstück: 96     |                                                        |                                  | 133780 DDB |
| ehem. Gasthaus zur Kelter | ehem. Gasthaus zur Kelter | Klunkhardshof 4 LageFlur: 19, Flurstück: 95     | Optisch durch Modernisierung entstelltes Kulturdenkmal | Im Kern 16. Jh. Aufstockung 1796 | 133781 DDB |

### Langstraße
| Bild           | Bezeichnung              | Lage                                       | Beschreibung                                                                      | Bauzeit | Objekt-Nr. |
| -------------- | ------------------------ | ------------------------------------------ | --------------------------------------------------------------------------------- | ------- | ---------- |
| weitere Bilder | Evangelische Pfarrkirche | Langstraße 4 LageFlur: 17, Flurstück: 28/2 | erste ev. Kirche des Rheingaus. Nach Plänen von Wilhelm Rock und Philipp Hoffmann | 1852–55 | 133783 DDB |

### Löhrstraße
| Bild            | Bezeichnung | Lage                                         | Beschreibung | Bauzeit | Objekt-Nr. |
| --------------- | ----------- | -------------------------------------------- | ------------ | ------- | ---------- |
| Bild gesucht BW |             | Löhrstraße 5 LageFlur: 19, Flurstück: 369/65 |              |         | 133784 DDB |
|                 |             | Löhrstraße 8 LageFlur: 19, Flurstück: 71/2   |              | 1867    | 133785 DDB |

### Markt
| Bild                     | Bezeichnung              | Lage                                                                         | Beschreibung                                  | Bauzeit                         | Objekt-Nr. |
| ------------------------ | ------------------------ | ---------------------------------------------------------------------------- | --------------------------------------------- | ------------------------------- | ---------- |
| Bild gesucht BW          |                          | Markt 1 LageFlur: 19, Flurstück: 134/2                                       |                                               |                                 | 133786 DDB |
|                          |                          | Markt 1a LageFlur: 18, Flurstück: 86/3                                       |                                               | 16./17. Jh. Umbauten im 18. Jh. | 133787 DDB |
|                          |                          | Markt 2 LageFlur: 19, Flurstück: 133/2                                       |                                               | um 1700                         | 133788 DDB |
| weitere Bilder           | Vorderburg (Marktburg)   | Markt 3 LageFlur: 19, Flurstück: 109/1, 112/3                                | erhaltener Wohnturm der ehemaligen Vorderburg | 12. Jh.                         | 133777 DDB |
| Wohnhaus                 | Wohnhaus                 | Markt 3 LageFlur: 19, Flurstück: 112/3                                       |                                               | 1663 / 1700                     | 133778 DDB |
|                          |                          | Markt 10 LageFlur: 19, Flurstück: 111                                        |                                               | frühes 18. Jh.                  | 133789 DDB |
| Bild gesucht BW          |                          | Markt 12 LageFlur: 19, Flurstück: 110/1                                      | Türgewände                                    |                                 | 133790 DDB |
| Bild gesucht BW          | Wohnhaus mit Kapelle     | Markt 22 LageFlur: 19, Flurstück: 100/2                                      |                                               |                                 | 938961 DDB |
| Pfarrzentrum St. Jakobus | Pfarrzentrum St. Jakobus | Markt 23, Klunkhardshof, Markt LageFlur: 19, Flurstück: 145/9, 364/103, 91/3 |                                               | 1798                            | 133792 DDB |
|                          |                          | Markt 24 LageFlur: 19, Flurstück: 91/1                                       |                                               | 1797                            | 133793 DDB |

### Marktstraße
| Bild             | Bezeichnung      | Lage                                            | Beschreibung | Bauzeit                   | Objekt-Nr. |
| ---------------- | ---------------- | ----------------------------------------------- | ------------ | ------------------------- | ---------- |
| Weinhaus Endlich | Weinhaus Endlich | Marktstraße 25 LageFlur: 19, Flurstück: 382/90  |              | 1876                      | 133882 DDB |
|                  |                  | Marktstraße 28 LageFlur: 18, Flurstück: 310/204 |              | 17./18. Jh. Anbau um 1880 | 133794 DDB |

### Oberstraße
| Bild                                 | Bezeichnung                          | Lage | Beschreibung | Bauzeit                | Objekt-Nr. |
| ------------------------------------ | ------------------------------------ | --- | --- | ---------------------- | ---------- |
| Ingelheim’sches Kreuz                | Ingelheim’sches Kreuz                | Oberstraße ohne Nummer LageFlur: 21, 36, Flurstück: 438/3, 100/11                                                   | Sandsteinkreuz gestiftet von Friedrich Carl Jozef Graf von Ingelheim. Korpus aus Ton, gestiftet von Dr. Carl Jung | 1818, Korpus nach 1945 | 133796 DDB |
|                                      |                                      | Oberstraße 1 LageFlur: 21, Flurstück: 172/19                                                                        | Teil der Gesamtanlage Altstadt Rüdesheim | 1860                   | 957244     |
|                                      |                                      | Oberstraße 5 LageFlur: 21, Flurstück: 173/5                                                                         | | Mitte 19. Jh.          | 133798 DDB |
| Metternicher Hof                     | Metternicher Hof                     | Oberstraße 7 LageFlur: 21, Flurstück: 173/2                                                                         | |                        | 133799 DDB |
| Gutsschenke Feldtor / Weingut Müller | Gutsschenke Feldtor / Weingut Müller | Oberstraße 9 LageFlur: 21, Flurstück: 173/2                                                                         | |                        | 133805 DDB |
| weitere Bilder                       | Oberburg (Boosenburg) / Weingut Jung | Oberstraße 10, Bienengarten 2, Oberstraße 6/8/12, Rosengarten LageFlur: 20, 21, Flurstück: 152/1, 6/11, 79/7, 176/3 | Sitz der Ritter von Rüdesheim | 10., 11. oder 12. Jh.  | 133800 DDB |
|                                      |                                      | Oberstraße 11 LageFlur: 36, Flurstück: 95/2                                                                         | | 1927                   | 133801 DDB |
| Gutmann’scher Bildstock              | Gutmann’scher Bildstock              | Oberstraße 11 LageFlur: 36, Flurstück: 95/2                                                                         | | 1689                   | 133854 DDB |
| Frankensteiner Hof                   | Frankensteiner Hof                   | Oberstraße 15 LageFlur: 36, Flurstück: 85                                                                           | ehemals Marienhäuser Hof. Ehemaliger Gutshof des Klosters Marienhausen. Nach der Säkularisation des Klosters 1809 Verkauf an Graf Ostein. 1811 Familie Frankenstein. Um 1870 vorübergehend königlich preußisches Postamt, später im Besitz der Ritter von Groenesteyn. | 17. Jh                 | 133802 DDB |
| weitere Bilder                       | Hof Ritter von Groenesteyn           | Oberstraße 19/21 LageFlur: 36, Flurstück: 82, 83                                                                    | |                        | 133803 DDB |
| Bild gesucht BW                      | Weingut J.B. Schön                   | Oberstraße 20 LageFlur: 20, Flurstück: 32                                                                           | |                        | 133804 DDB |
| weitere Bilder                       | Bassenheimer Hof                     | Oberstraße 23/25 LageFlur: 36, Flurstück: 80, 81                                                                    | |                        | 133806 DDB |
|                                      |                                      | Oberstraße 26, Amselstraße 4 LageFlur: 18, 19, Flurstück: 216, 28/8                                                 | | 17. Jh.                | 133807 DDB |
| weitere Bilder                       | Brömserhof                           | Oberstraße 27/29 LageFlur: 36, Flurstück: 76/8                                                                      | Sitz der Brömser von Rüdesheim, heute Museum Mechanisches Musikkabinett | ab dem 13. Jh.         | 133808 DDB |
| ehem. Dalberg’scher Hof              | ehem. Dalberg’scher Hof              | Oberstraße 28 LageFlur: 19, Flurstück: 277/27                                                                       | | 18. Jh.                | 133809 DDB |
| Mang’sches Haus                      | Mang’sches Haus                      | Oberstraße 33 LageFlur: 36, Flurstück: 73/5, 73/7, 73/8                                                             | | 1609                   | 133810 DDB |
|                                      |                                      | Oberstraße 34 LageFlur: 19, Flurstück: 79/1                                                                         | | 1747                   | 133811 DDB |
|                                      |                                      | Oberstraße 38 LageFlur: 18, Flurstück: 220                                                                          | | 17. Jh.                | 133812 DDB |
| Bild gesucht BW                      |                                      | Oberstraße 46 LageFlur: 18, Flurstück: 211                                                                          | |                        | 133813 DDB |
|                                      |                                      | Oberstraße 49/51 LageFlur: 36, Flurstück: 57                                                                        | | 1870                   | 133814 DDB |
| Bild gesucht BW                      |                                      | Oberstraße 55 LageFlur: 36, Flurstück: 54                                                                           | |                        | 133815 DDB |
|                                      |                                      | Oberstraße 65 LageFlur: 18, Flurstück: 160/9                                                                        | | um 1600                | 133817 DDB |
| Bild gesucht BW                      | Ehem. Weingut Wegeler                | Oberstraße 67/69 LageFlur: 18, Flurstück: 341/159                                                                   | | um 1685                | 133874 DDB |
| Ringmauer                            | Ringmauer                            | Oberstraße 69 LageFlur: 18, Flurstück: 157/2                                                                        | wiederhergestellter Rest der Stadtmauer |                        | 133750 DDB |
|                                      |                                      | Oberstraße 71 LageFlur: 18, Flurstück: 156                                                                          | | 18. Jh.                | 133818 DDB |

### Peterstraße
| Bild            | Bezeichnung | Lage                                                       | Beschreibung | Bauzeit | Objekt-Nr. |
| --------------- | ----------- | ---------------------------------------------------------- | ------------ | ------- | ---------- |
| Bild gesucht BW |             | Peterstraße 6/8 LageFlur: 13, Flurstück: 1047/157, 587/157 |              |         | 133819 DDB |

### Rheinstraße
| Bild                  | Bezeichnung              | Lage                                                                                   | Beschreibung | Bauzeit                | Objekt-Nr. |
| --------------------- | ------------------------ | -------------------------------------------------------------------------------------- | --- | ---------------------- | ---------- |
| weitere Bilder        | Niederburg / Brömserburg | Rheinstraße 2 LageFlur: 20, Flurstück: 3/1                                             | im 19. Jh. umgebaut zum Wohnsitz, heute Museum | 11./12. Jh.            | 133691 DDB |
| weitere Bilder        | Villa Sturm              | Rheinstraße 5 LageFlur: 20, Flurstück: 94/22                                           | Erbaut durch Otto und Elise Sturm. Architekt: Alfred Schellenberg (Wiesbaden). Im 19. bis Anfang des 20. Jh. Treffpunkt namhafter Musiker und Komponisten | 1891                   | 133820 DDB |
| Bild gesucht BW       | Ehemals Haus zum Karpfen | Rheinstraße 8 LageFlur: 20, Flurstück: 59/1                                            | | 17. Jh.                | 133821 DDB |
|                       |                          | Rheinstraße 15 LageFlur: 19, Flurstück: 42/1                                           | | 1883                   | 133822 DDB |
| weitere Bilder        | Hotel Rheinstein         | Rheinstraße 20 LageFlur: 19, Flurstück: 124/1                                          | vielleicht ehemals kurfürstliches Amtshaus. Nach 1825 Gastwirtschaft und Metzgerei. 1941 bis 1946 Altenheim, danach Hotel                                 | 1708                   | 133823 DDB |
| Bild gesucht BW       | Parkhotel Deutscher Hof  | Rheinstraße 23 LageFlur: 19, Flurstück: 131/4                                          | Portal am Parkhotel Deutscher Hof |                        | 133824 DDB |
| Bild gesucht BW       |                          | Rheinstraße 24 LageFlur: 18, Flurstück: 85                                             | Ehemaliges Gasthaus Zum Löwen |                        | 133825 DDB |
| Nassauische Sparkasse | Nassauische Sparkasse    | Rheinstraße 34 LageFlur: 18, Flurstück: 63/1                                           | Filiale der Nassauischen Sparkasse, ehemaliges Gasthaus zum Adler. Namensgebend für den anschließenden Turm                                               | Mitte 19. Jh.          | 133827 DDB |
| weitere Bilder        | Adlerturm                | Rheinstraße 34 LageFlur: 18, Flurstück: 63/1                                           | vormals Pulverturm. Spätgotischer Turm an der Südostecke der ehemaligen Stadtbefestigung                                                                  | 2. Hälfte des 15. Jhs. | 133828 DDB |
| Alter Eisbrech        | Alter Eisbrech           | Leinpfad (bei Rheinstraße 34) LageFlur: 18, Flurstück: 233/3                           | Viereckiger Vorbau aus Sandsteinblöcken zum Schutz vor Eisgang. Mit eingemeißelter Pegelmarke                                                             | vielleicht 15. Jh.     | 133829 DDB |
| Neuer Eisbrech        | Neuer Eisbrech           | Am Rhein (gegenüber Rheinstraße 24) LageFlur: 18, 19, Flurstück: 233/2, 150/1, 340/135 | Errichtet nach Muster des Alten Eisbrech | um 1840                | 133830 DDB |
| weitere Bilder        | Myriameterstein          | Eisenbahn (Rheinufer) (gegenüber Rheinstraße 2) LageFlur: 21, Flurstück: 445/4         | Rheinstrom-Kilometerstein | zwischen 1883 und 1920 | 133889 DDB |

### Schmidtstraße
| Bild            | Bezeichnung | Lage                                           | Beschreibung                             | Bauzeit | Objekt-Nr. |
| --------------- | ----------- | ---------------------------------------------- | ---------------------------------------- | ------- | ---------- |
| Bild gesucht BW |             | Schmidtstraße 22 LageFlur: 18, Flurstück: 10/1 | Steinfragment in der Wand eines Neubaus. |         | 133684 DDB |
| Bild gesucht BW |             | Schmidtstraße 30 LageFlur: 18, Flurstück: 152  |                                          |         | 133831 DDB |

### Steingasse
| Bild          | Bezeichnung   | Lage                                      | Beschreibung | Bauzeit                                    | Objekt-Nr. |
| ------------- | ------------- | ----------------------------------------- | ------------ | ------------------------------------------ | ---------- |
| Sickinger Hof | Sickinger Hof | Steingasse 11 LageFlur: 20, Flurstück: 34 |              | Erdgeschoss Portal 1571 / Fachwerk um 1700 | 133834 DDB |
|               |               | Steingasse 13 LageFlur: 20, Flurstück: 33 |              | 16. Jh.                                    | 133832 DDB |

### Taunusstraße
| Bild                                    | Bezeichnung        | Lage                                                                                  | Beschreibung                                                                                          | Bauzeit | Objekt-Nr. |
| --------------------------------------- | ------------------ | ------------------------------------------------------------------------------------- | --- | ------- | ---------- |
| weitere Bilder                          | Friedhof           | Friedhofsweg 1, Im Rechacker (bei Taunusstraße) LageFlur: 14, Flurstück: 661/1, 661/2 | errichtet, nachdem der Friedhof auf dem heutigen Adolf-Kohl-Platz der Stadterweiterung weichen musste | 1887    | 133837 DDB |
| Direkt Bild zu diesem Denkmal hochladen | Magdalenenkreuz    | Friedhofsweg 1, Im Rechacker (bei Taunusstraße) Flur: 14, Flurstück:                  | namensgebend für die gleichnamige Weinlage                                                            | 1758    | 133837 DDB |
| weitere Bilder                          | Jüdischer Friedhof | Im Rechacker (bei Taunusstraße) LageFlur: 14, Flurstück: 666                          | ca. 30 erhaltene Grabmäler                                                                            | 1887    | 133838 DDB |

### Zum Niederwald-Denkmal
| Bild               | Bezeichnung        | Lage                                                   | Beschreibung | Bauzeit | Objekt-Nr. |
| ------------------ | ------------------ | ------------------------------------------------------ | ------------ | ------- | ---------- |
| Weiße Muttergottes | Weiße Muttergottes | Zum Niederwald-Denkmal 4 LageFlur: 12, Flurstück: 44/2 |              | 1751    | 133836 DDB |
| Pension Enderle    | Pension Enderle    | Zum Niederwald-Denkmal 4 LageFlur: 12, Flurstück: 44/2 |              | 1876    | 133835 DDB |

### Außerhalb der Ortslage
| Bild                      | Bezeichnung                      | Lage | Beschreibung | Bauzeit        | Objekt-Nr. |
| ------------------------- | -------------------------------- | --- | --- | -------------- | ---------- |
| weitere Bilder            | Reste der Hindenburgbrücke       | Außerhalb der Ortslage 2 (Alter Eisenbahndamm, B 42, Rhein) LageFlur: 15, 30, Flurstück: 7/10, 7/2, 7/4, 2/12                                                          | Reste der kriegszerstörten Eisenbahnbrücke                                                                                | 1915           | 133689 DDB |
| Bild gesucht BW           | Winterhafen und Maulbeerallee    | Außerhalb der Ortslage 3 (Am Hafen) LageFlur: 30, Flurstück: 2/10 | | um 1830        | 133852 DDB |
| Bild gesucht BW           | Rüdesheimer Kuhweg               | Außerhalb der Ortslage 4 (Kuhweg, Germaniastraße) LageFlur: 32, 36, Flurstück: 103, 35/2                                                                               | |                | 133887 DDB |
| weitere Bilder            | Reste der ehemaligen Zahnradbahn | Außerhalb der Ortslage 4 (Bischofsberg, Rheinstraße, Holzweg, Drachenstein, Auf dem Niederwald) LageFlur: 18, 31, 32, 33, Flurstück: 232/4, 154, 27/2, 112/6, 53/1, 22 | 2,3 Kilometer lange meterspurige Zahnradbahn von der Talstation Rüdesheim am Rhein zur Bergstation beim Niederwalddenkmal | 1884           | 133888 DDB |
| Bild gesucht BW           | Fischbachs-Kreuz                 | Außerhalb der Ortslage 6 (Bischofsberg) LageFlur: 32, Flurstück: 154                                                                                                   | |                | 133845 DDB |
| Kreuz am Scheideweg       | Kreuz am Scheideweg              | Außerhalb der Ortslage 7 (Bischofsberg) LageFlur: 32, Flurstück: 108                                                                                                   | erneuert durch den Bildhauer Anton Haust                                                                                  | Inschrift 1727 | 133846 DDB |
| Bild gesucht BW           | Kreuz Dornenkron                 | Außerhalb der Ortslage 8 (Im Engerweg) LageFlur: 34, Flurstück: 66/2                                                                                                   | Kopie des Bildhauers Anton Haust, Original im Museum Brömserburg                                                          | 1707           | 133847 DDB |
| Bild gesucht BW           | Kreuzberg-Kapelle                | Außerhalb der Ortslage 9 (Kreuzberg) LageFlur: 33, Flurstück: 49 | | 1839           | 133842 DDB |
| Bild gesucht BW           | Metternich’scher Bildstock       | Außerhalb der Ortslage 10 (Wilgert) LageFlur: 35, Flurstück: 65/1 | |                | 133843 DDB |
| Bild gesucht BW           | Stauderhanser Heiligenhäuschen   | Außerhalb der Ortslage 11 (Linngrub) LageFlur: 35, Flurstück: 109/2 | |                | 133690 DDB |
| Bild gesucht BW           | Krufter Kreuz                    | Außerhalb der Ortslage 12 (Ebental-Sticherfeld (sog. Kastanienwäldchen)) LageFlur: 4, Flurstück: 10/2                                                                  | |                | 133848 DDB |
| weitere Bilder            | Burg Ehrenfels                   | Außerhalb der Ortslage 13 (Schlossberg) LageFlur: 42, Flurstück: 66/2, 66/4, 67/1                                                                                      | ehemalige Zollstelle, zerstört 1689                                                                                       | ab 1210        | 133688 DDB |
| Zollmauer und Wappenstein | Zollmauer und Wappenstein        | Außerhalb der Ortslage 14 (Am Rhein) LageFlur: 29, Flurstück: 224/1 | Reste der Anlage des ehemaligen Zollhauses unterhalb der Burg Ehrenfels                                                   |                | 133855 DDB |
| Bild gesucht BW           | Nikolaus-Kapelle                 | Außerhalb der Ortslage 15 (B 42) LageFlur: 29, Flurstück: 400/224 | |                | 133841 DDB |
| weitere Bilder            | Landschaftspark Niederwald       | Außerhalb der Ortslage 16 LageFlur: 5, 14, 27, 28, 31, 39, Flurstück:                                                                                                  | errichtet von Karl Maximilian von Ostein, teilweise nach Plänen des französischen Architekten François Ignace Mangin      | ab 1764        | 133795 DDB |
| weitere Bilder            | Jagdschloss Niederwald           | Außerhalb der Ortslage 17 (Jagdschloß Niederwald) LageFlur: 27, Flurstück: 2/3                                                                                         | errichtet von Karl Maximilian von Ostein inmitten des späteren Landschaftsparks                                           | 1764           | 133840 DDB |
| weitere Bilder            | Niederwalddenkmal                | Außerhalb der Ortslage 18 (Niederwalddenkmal, Zum Niederwald-Denkmal) LageFlur: 27, Flurstück: 17/21, 80/17                                                            | entstanden nach dem Sieg im Deutsch-Französischen Krieg von 1870/71.                                                      | 1877           | 133839 DDB |

## Assmannshausen

### Gesamtanlagen mit besonderem Ensembleschutz
| Bild                                 | Bezeichnung                          | Lage | Beschreibung | Bauzeit | Objekt-Nr. |
| ------------------------------------ | ------------------------------------ | ---- | --- | ------- | ---------- |
| Gesamtanlage Ortskern Assmannshausen | Gesamtanlage Ortskern Assmannshausen | Lage | Die Gesamtanlage umfasst folgende Ortsstraßen: Am alten Bahnhof, Bahnhofsstraße, Frankenthalstraße 1–9, Höllenbergstraße, Kleine Rheingasse, Lorcher Straße 1–7 (Westseite) u. 2–8 (Ostseite), Niederwaldstraße 1–55 (Nordseite) u. 2–332 (Südseite), Postraße, Rheingasse, Rheinstraße 1-10 |         | 133876 DDB |

### Aulhauser Straße
| Bild            | Bezeichnung | Lage                                             | Beschreibung | Bauzeit | Objekt-Nr. |
| --------------- | ----------- | ------------------------------------------------ | ------------ | ------- | ---------- |
| Bild gesucht BW |             | Aulhauser Straße 7 LageFlur: 4, Flurstück: 246/4 |              | 1886    | 133697 DDB |

### Dreikönig Platz
| Bild               | Bezeichnung        | Lage                                            | Beschreibung | Bauzeit | Objekt-Nr. |
| ------------------ | ------------------ | ----------------------------------------------- | ------------ | ------- | ---------- |
| Gefallenenehrenmal | Gefallenenehrenmal | Dreikönig Platz LageFlur: 8, Flurstück: 773/152 |              |         | 133698 DDB |

### Höllenbergstraße
| Bild                         | Bezeichnung                  | Lage                                                            | Beschreibung | Bauzeit | Objekt-Nr. |
| ---------------------------- | ---------------------------- | --------------------------------------------------------------- | ------------ | ------- | ---------- |
| Staatsweingut Assmannshausen | Staatsweingut Assmannshausen | Höllenbergstraße 10, Höllenberg LageFlur: 19, Flurstück: 39, 40 |              | 1924    | 133700 DDB |

### Lorcher Straße
| Bild            | Bezeichnung                          | Lage                                                            | Beschreibung | Bauzeit                      | Objekt-Nr. |
| --------------- | ------------------------------------ | --------------------------------------------------------------- | --- | ---------------------------- | ---------- |
| weitere Bilder  | Kath. Pfarrkirche zum Heiligen Kreuz | Lorcher Straße 2 LageFlur: 8, Flurstück: 150/1                  | | Ab 1350                      | 133883 DDB |
| weitere Bilder  | Alter Friedhof                       | Lorcher Straße 2 LageFlur: 8, Flurstück: 150/1                  | Sandstein Kreuz des alten Friedhofes. Das ehemalige Wegekreuz wurde 1762 von der vorletzten Äbtissin des Klosters Marienhausen Anna Kreppling gestiftet. Nach Aufhebung des Klosters, 1811, wurde das Kreuz an den jetzigen Standort versetzt. | 17./18. Jh.                  | 133705 DDB |
| weitere Bilder  | Kath. Pfarrhaus                      | Lorcher Straße 4 LageFlur: 8, Flurstück: 100/2, 339/2, 877, 878 | Pfarrhaus kurz nach 1900 errichtet im sogenannten Heimatstil, orientiert an spätmittelalterlichen Vorbildern. | um 1900                      | 133706 DDB |
| Bild gesucht BW | ehem. Sponheim-Bolanden’scher Hof    | Lorcher Straße 7 LageFlur: 8, Flurstück: 39                     | | Ab 1648 / überwiegend 19. Jh | 133703 DDB |
| weitere Bilder  | Altes Haus                           | Lorcher Straße 8 LageFlur: 8, Flurstück: 92/1                   | Das Hotel „Altes Haus“ soll ursprünglich im Jahre 1578 errichtet worden sein durch mehrere Restaurierungen und Umbauten ist in der überformten Außenfassade nur wenig der Originalsubstanz erhalten.                                           | 1578                         | 133704 DDB |
| Bild gesucht BW | Weingut Kessler                      | Lorcher Straße 16 LageFlur: 8, Flurstück: 80/5                  | | 1925                         | 133707 DDB |

### Niederwaldstraße
| Bild            | Bezeichnung          | Lage                                                         | Beschreibung | Bauzeit | Objekt-Nr. |
| --------------- | -------------------- | ------------------------------------------------------------ | --- | ------- | ---------- |
| Weingut Jung    | Weingut Jung         | Niederwaldstraße 1 LageFlur: 8, Flurstück: 217/4             | Die Hofanlage des Weingutes Jung wurde 1707 erbaut später mehrfach verändert und erweitert. Von 1860 bis 1870 war sie Wohnsitz des Malers, Schriftstellers, Komponisten und Wiederentdeckers der Assmannshäuser Quellen, Karl August Freiherr von Klein (1794-1870). | 1707    | 133708 DDB |
| weitere Bilder  | Alte Bauernschänke   | Niederwaldstraße 23 LageFlur: 8, Flurstück: 142/2            | Die „Alte Bauerschänke“ entstand durch den Umbau eines Pferdestalles zu einem rheinischen Wein- und Stimmungslokal im Stil eines reichen Bürgerhauses des 16. Jh. | 1908    | 133714 DDB |
| Bild gesucht BW | Aufgang zur Seilbahn | Niederwaldstraße 30/32 LageFlur: 8, Flurstück: 886/5         | | 1885    | 133702 DDB |
| Bild gesucht BW | Friedhofskreuz       | Niederwaldstraße 48 (Friedhof) LageFlur: 4, Flurstück: 256/3 | Sandsteinkreuz mit farbig gefasstem Corpus | 1865    | 133716 DDB |

### Rheinallee
| Bild           | Bezeichnung                      | Lage                                          | Beschreibung | Bauzeit | Objekt-Nr. |
| -------------- | -------------------------------- | --------------------------------------------- | ------------ | ------- | ---------- |
| weitere Bilder | Thomas-Morus-Haus, ehem. Kurhaus | Rheinallee 9 LageFlur: 11, Flurstück: 802/151 |              | 1872–74 | 133875 DDB |

### Rheingasse
| Bild            | Bezeichnung | Lage                                         | Beschreibung | Bauzeit      | Objekt-Nr. |
| --------------- | ----------- | -------------------------------------------- | ------------ | ------------ | ---------- |
| Bild gesucht BW |             | Rheingasse 3 LageFlur: 8, Flurstück: 588/262 |              | Ende 19. Jh. | 133685 DDB |

### Rheinuferstraße
| Bild            | Bezeichnung                   | Lage                                                                        | Beschreibung                                                                                       | Bauzeit | Objekt-Nr. |
| --------------- | ----------------------------- | --------------------------------------------------------------------------- | -------------------------------------------------------------------------------------------------- | ------- | ---------- |
| weitere Bilder  | Bahnhof Assmannshausen        | Rheinuferstraße 1a, Rheinuferstraße LageFlur: 7, Flurstück: 1228/674, 674/4 | | 1892    | 133686 DDB |
| Bild gesucht BW | Hotel Anker                   | Rheinuferstraße 7 LageFlur: 8, Flurstück: 357/268                           | | 19. Jh. | 133709 DDB |
| Bild gesucht BW | Ehem. Tor der Ortsbefestigung | Am großen Tor (neben Rheinuferstraße 7) LageFlur: 8, Flurstück: 321/1       | | 1491    | 133710 DDB |
| weitere Bilder  | Hotel Krone                   | Rheinuferstraße 10/10a LageFlur: 8, Flurstück: 24/1, 250/2, 30              | | Ab 1541 | 133711 DDB |
| weitere Bilder  | Ehem. Elektrizitätswerk       | Rheinuferstraße 14 LageFlur: 8, Flurstück: 735/3                            | | 1906    | 133712 DDB |
| weitere Bilder  | Rathaus                       | Rheinuferstraße 14 LageFlur: 8, Flurstück: 735/3                            | Ehemaliges Rathaus, später genutzt als Postamt. Erbaut nach Plänen des Architekten Georg Hartmann. | 1910    | 133713 DDB |

### Waldstraße
| Bild           | Bezeichnung        | Lage                                                           | Beschreibung | Bauzeit | Objekt-Nr. |
| -------------- | ------------------ | -------------------------------------------------------------- | ------------ | ------- | ---------- |
| weitere Bilder | Maria-Hilf-Kapelle | Waldstraße (Ecke Aulhauser Straße) LageFlur: 5, Flurstück: 116 |              | 1912    | 133701 DDB |

## Aulhausen

### Hauptstraße
| Bild                   | Bezeichnung                       | Lage                                                | Beschreibung | Bauzeit      | Objekt-Nr. |
| ---------------------- | --------------------------------- | --------------------------------------------------- | --- | ------------ | ---------- |
| Wohnhaus mit Scheune   | Wohnhaus mit Scheune              | Hauptstraße 31 LageFlur: 15, Flurstück: 125         | Wohnhaus mit Scheune aus dem 17. Jh. Massives Erdgeschoss mit Fachwerkobergeschoss und Scheune aus Bruch- und Backstein.                        | 17. Jh.      | 133718 DDB |
| Wohnhaus mit Hoffläche | Wohnhaus mit Hoffläche            | Hauptstraße 40 LageFlur: 15, Flurstück: 10/4        | Wohnhaus aus dem 17./18. Jh. Restbestand des historischen Ortskerns.                                                                            | 17./18. Jh.  | 133719 DDB |
| weitere Bilder         | Katholische Kirche St. Petronilla | Hauptstraße 42 LageFlur: 15, Flurstück: 15/1        | Gotische Kirche. Veränderungen im 18. Jh., umfassende Renovierung 1897. 1960 Verlängerung des Kirchenschiffes durch modernen Anbau nach Westen. | Vor 1401     | 133717 DDB |
| Brunnen                | Brunnen                           | Hauptstraße (L 3034) LageFlur: 15, Flurstück: 86/13 | Gusseiserne Brunnenpumpe mit Säule und Becken. Bestandteil der öffentlichen Wasserversorgung an der Wende zum 20. Jh.                           | Ende 19. Jh. | 133720 DDB |

### Kloster Mariahausen
| Bild           | Bezeichnung                 | Lage                                                      | Beschreibung | Bauzeit | Objekt-Nr. |
| -------------- | --------------------------- | --------------------------------------------------------- | --- | ------- | ---------- |
| weitere Bilder | Ehem. Kloster Marienhausen  | Kloster Mariahausen LageFlur: 12, Flurstück: 16/13, 48/35 | |         | 133692 DDB |
| weitere Bilder | Klosterkirche Marien-Kirche | Kloster Mariahausen LageFlur: 12, Flurstück: 16/13        | Erbaut 1219. Bei schwerem Brand 1915 weitgehend zerstört, Wiederaufbau 1925. Grundlegende Restaurierung zur 825-Jahr-Feier 2014. | 1219    | 133692 DDB |

### Schloßstraße
| Bild            | Bezeichnung    | Lage                                                                       | Beschreibung | Bauzeit | Objekt-Nr. |
| --------------- | -------------- | -------------------------------------------------------------------------- | --- | ------- | ---------- |
| Friedhofskreuz  | Friedhofskreuz | Schloßstraße 3 (Friedhof), Schloßstraße LageFlur: 16, Flurstück: 13/4, 7/4 | Traditionelles hohes Friedhofskreuz aus Sandstein mit geschweiftem, stark abgewittertem Sockel. Der Corpus wurde grob übermalt. | 18. Jh. | 133722 DDB |
| Bild gesucht BW | Wegekreuz      | Schloßstraße 17 LageFlur: 17, Flurstück: 145/2                             | |         | 133721 DDB |

### Vincenzstraße
| Bild           | Bezeichnung       | Lage                                            | Beschreibung          | Bauzeit | Objekt-Nr. |
| -------------- | ----------------- | ----------------------------------------------- | --------------------- | ------- | ---------- |
| weitere Bilder | St. Vincenz-Stift | Vincenzstraße 60 LageFlur: 12, Flurstück: 16/17 | Kirche u. Theatersaal |         | 133723 DDB |

### Außerhalb der Ortslage Jägerhorn
| Bild           | Bezeichnung                                        | Lage                                                          | Beschreibung | Bauzeit | Objekt-Nr. |
| -------------- | -------------------------------------------------- | ------------------------------------------------------------- | --- | ------- | ---------- |
| weitere Bilder | Jägerhorn / Pfeiler der nassauischen Triangulation | Eiserne Hand 1. Teil (Jägerhorn) LageFlur: 4, Flurstück: 22/1 | Vermessungspunkt der 1. Ordnung der Nassauischen Triangulation auf dem Jägerhorn im Rüdesheimer Kammerforst. Gesetzt 1853 oder 1854. Einziger in Hessen erhaltener Pfeiler der 1. Ordnung. Die Landestriangulation des ehemaligen Herzogtums Nassau erfolgte im Zeitraum von 1853 bis 1863. Referenzpunkt war der Schlossturm von Schloss Schaumburg bei Balduinstein im Rhein-Lahn-Kreis. Die Triangulation war im Wesentlichen das Werk des Geometers Friedrich Ludwig Wagner (1800–1868) aus Kemel. | 1853    | 160847 DDB |

## Eibingen

### Angerstraße
| Bild            | Bezeichnung | Lage                                             | Beschreibung | Bauzeit                             | Objekt-Nr. |
| --------------- | ----------- | ------------------------------------------------ | ------------ | ----------------------------------- | ---------- |
| Bild gesucht BW | Pietà       | Angerstraße o. Nr. LageFlur: 11, Flurstück: 31/4 |              | Figur 18. Jh., Gehäuse Ende 20. Jh. | 133856 DDB |
| Bild gesucht BW |             | Angerstraße 1 LageFlur: 11, Flurstück: 59/2      |              | um 1700                             | 133857 DDB |

### Eibinger Oberstraße
| Bild                              | Bezeichnung                       | Lage                                                 | Beschreibung                                                                        | Bauzeit                 | Objekt-Nr. |
| --------------------------------- | --------------------------------- | ---------------------------------------------------- | ----------------------------------------------------------------------------------- | ----------------------- | ---------- |
| Marienkrönung                     | Marienkrönung                     | Eibinger Oberstraße 4 LageFlur: 11, Flurstück: 31/6  |                                                                                     | Sandsteinrelief 18. Jh. | 133862 DDB |
|                                   |                                   | Eibinger Oberstraße 11 LageFlur: 11, Flurstück: 93/4 |                                                                                     | 1447                    | 133694 DDB |
| Ehem. Rathaus / Eibinger Zehnthof | Ehem. Rathaus / Eibinger Zehnthof | Eibinger Oberstraße 15 LageFlur: 11, Flurstück: 95/1 |                                                                                     | 1506                    | 133858 DDB |
| Bild gesucht BW                   |                                   | Eibinger Oberstraße 18 LageFlur: 11, Flurstück: 15/2 |                                                                                     | 17./18. Jh.             | 133861 DDB |
|                                   |                                   | Eibinger Oberstraße 19 LageFlur: 11, Flurstück: 115  |                                                                                     | 15. Jh.                 | 133860 DDB |
| Hausmadonna                       | Hausmadonna                       | Eibinger Oberstraße 28 LageFlur: 11, Flurstück: 6/1  | Barocke Sandstein Madonna, von künstlerischer Qualität, in einer Haus - Mauernische | 18. Jh.                 | 133863 DDB |

### Marienthaler Straße
| Bild                        | Bezeichnung                                                   | Lage                                                                     | Beschreibung | Bauzeit                                  | Objekt-Nr. |
| --------------------------- | ------------------------------------------------------------- | ------------------------------------------------------------------------ | --- | ---------------------------------------- | ---------- |
| weitere Bilder              | Ehem. Kloster St. Hildegardis/Kath. Pfarrkirche St. Hildegard | Marienthaler Straße 3 LageFlur: 11, Flurstück: 138/2, 312/144            | | 1934/35                                  | 133865 DDB |
| weitere Bilder              | Ehem. Kloster St. Hildegardis Ostflügel/Kath. Pfarrhaus       | Marienthaler Straße 3 LageFlur: 11, Flurstück: 139/4                     | | 1736/37, 1932 nach Brand teilw. erneuert | 133865 DDB |
| Friedhofskreuz              | Friedhofskreuz                                                | Marienthaler Straße 3 (Friedhof) LageFlur: 11, Flurstück: 136/3          | Sandsteinkreuz mit hellem Sandsteinkorpus teilweise erneuert.                                                            | 1709                                     | 133865 DDB |
| weitere Bilder              | Kriegerdenkmal                                                | Marienthaler Straße 3 (Friedhof) LageFlur: 11, Flurstück: 136/8          | | ca. 1872                                 | 133865 DDB |
| Grabsteine der Ordensfrauen | Grabsteine der Ordensfrauen                                   | Marienthaler Straße 3 (Friedhof) LageFlur: 11, Flurstück: 136/3          | Die mit Reliefverzierungen und Inschriften versehenen, kreuzförmigen Grabsteine, sind in der Friedhofsmauer eingelassen. | 18. Jhr.                                 | 133865     |
|                             |                                                               | Marienthaler Straße 23 LageFlur: 11, Flurstück: 85/2                     | | 1618                                     | 133866 DDB |
| Bild gesucht BW             | Muttergottes-Kapellchen                                       | Marientaler Straße (Ecke Dechaneystraße) LageFlur: 11, Flurstück: 325/35 | |                                          | 133867 DDB |

### Neustraße
| Bild            | Bezeichnung | Lage                                       | Beschreibung | Bauzeit       | Objekt-Nr. |
| --------------- | ----------- | ------------------------------------------ | ------------ | ------------- | ---------- |
|                 |             | Neustraße 6 LageFlur: 11, Flurstück: 77/1  |              | evtl. 16. Jh. | 133868 DDB |
| Bild gesucht BW |             | Neustraße 10 LageFlur: 11, Flurstück: 75/1 |              | 17. Jh.       | 133869 DDB |

### Sudetenstraße
| Bild            | Bezeichnung    | Lage                                        | Beschreibung | Bauzeit | Objekt-Nr. |
| --------------- | -------------- | ------------------------------------------- | ------------ | ------- | ---------- |
| Bild gesucht BW | Müller’s Kreuz | Sudetenstraße 15 LageFlur: 5, Flurstück: 98 |              | 1739    | 133873 DDB |

### Außerhalb der Ortslage 1 – 6
| Bild                | Bezeichnung              | Lage | Beschreibung | Bauzeit                                              | Objekt-Nr. |
| ------------------- | ------------------------ | --- | --- | ---------------------------------------------------- | ---------- |
| Zimmer’s Kapellchen | Zimmer’s Kapellchen      | Im Backhaus (Nothgottesstraße) (A. d. Ortlage 1) LageFlur: 12, Flurstück: 163/1                                                 | | Kapelle 1904, Christusfigur 17. Jh., Firstkreuz 1666 | 133859 DDB |
| Ölberg-Christus     | Ölberg-Christus          | Nothgottesstraße (A. d. Ortlage 2) LageFlur: 13, Flurstück: 42/47                                                               | Bildstock aus rotem Sandstein. Auf erneuertem rechteckigen Sockel, ein geschweifter Reliefaufsatz, Christus betend auf dem Ölberg darstellend. | 1783                                                 | 133872 DDB |
| weitere Bilder      | Abtei St. Hildegard      | Rech (A. d. Ortlage 3) LageFlur: 6, Flurstück: 187/5                                                                            | | 1900/04                                              | 133864 DDB |
| weitere Bilder      | Ehem. Kloster Nothgottes | Nothgottes 2, Nothgotteskopf, Nothgottes, Blaubach (A. d. Ortlage 4) LageFlur: 2, 4, Flurstück: 16/7, 1, 87, 88, 89, 90, 93, 95 | | Kirche 1390, Kloster 1622                            | 133693 DDB |
| weitere Bilder      | Leyendecker-Kapelle      | Jungenhaag (Nothgottesstraße) (A. d. Ortlage 5) LageFlur: 2, Flurstück: 21/13                                                   | | 1713                                                 | 133871 DDB |
| Bild gesucht BW     | Wallfahrtskreuz          | In der Trift (Ecke Nothgottesstraße) (A. d. Ortlage 6) LageFlur: 4, Flurstück: 74/1                                             | Sandsteinkreuz mit Pilgerfigur |                                                      | 133870 DDB |

## Presberg

### Gesamtanlagen mit besonderem Ensembleschutz
| Bild            | Bezeichnung                    | Lage | Beschreibung | Bauzeit | Objekt-Nr. |
| --------------- | ------------------------------ | ---- | --- | ------- | ---------- |
| Bild gesucht BW | Gesamtanlage Ortskern Presberg | Lage | Für folgende Straßenzüge, im alten Ortskern, besteht Ensembleschutz: Feldstraße 2, Laurentistraße 1, 2–6 (Nordseite), Rathausstraße, 3 (Südseite), 2–6 (Nordseite), Rüdesheimer Straße 1–27 (Ostseite), 2–8, 24 (Westseite), Schmiedstraße 1, 2, 4, Zetastraße 1. | 18. Jh. | 133725 DDB |
| Bild gesucht BW | Gesamtanlage Hirtengasse       | Lage | Für folgende Straßenzüge, im alten Ortskern, besteht Ensembleschutz: Backhausweg 4, Gartenstraße 3, Hirtengasse 1–5 (Nordseite), 2–4 (Südseite) | 18. Jh. | 133725 DDB |

### Feldstraße
| Bild | Bezeichnung | Lage                                       | Beschreibung | Bauzeit | Objekt-Nr. |
| ---- | ----------- | ------------------------------------------ | ------------ | ------- | ---------- |
|      |             | Feldstraße 1 LageFlur: 1, Flurstück: 178/5 |              | 18. Jh. | 133724 DDB |

### Friedhof
| Bild           | Bezeichnung    | Lage                                                     | Beschreibung                                                             | Bauzeit        | Objekt-Nr. |
| -------------- | -------------- | -------------------------------------------------------- | ------------------------------------------------------------------------ | -------------- | ---------- |
| Friedhofskreuz | Friedhofskreuz | Auf der Hahneck (Friedhof) LageFlur: 1, Flurstück: 157/1 | Stattliches Kreuz, auf hohem ornamentiertem Sockel, aus rotem Sandstein. | frühes 19. Jh. | 133891 DDB |

### Grohlochstraße
| Bild | Bezeichnung | Lage                                           | Beschreibung                                                                             | Bauzeit | Objekt-Nr. |
| ---- | ----------- | ---------------------------------------------- | ---------------------------------------------------------------------------------------- | ------- | ---------- |
|      |             | Grohlochstraße 5 LageFlur: 1, Flurstück: 294/1 | Kleines verputztes, zweizoniges Fachwerkhaus mit Satteldach auf quadratischem Grundriss. | 18. Jh. | 133726 DDB |
|      |             | Grohlochstraße 14 LageFlur: 1, Flurstück: 231  |                                                                                          | 18. Jh. | 133727 DDB |

### Hirtengasse
| Bild | Bezeichnung | Lage                                      | Beschreibung | Bauzeit | Objekt-Nr. |
| ---- | ----------- | ----------------------------------------- | ------------ | ------- | ---------- |
|      |             | Hirtengasse 1 LageFlur: 1, Flurstück: 302 |              | 18. Jh. | 133681 DDB |
|      |             | Hirtengasse 5 LageFlur: 1, Flurstück: 300 |              | 18. Jh. | 133682 DDB |

### Laurentistraße
| Bild | Bezeichnung | Lage                                            | Beschreibung | Bauzeit | Objekt-Nr. |
| ---- | ----------- | ----------------------------------------------- | ------------ | ------- | ---------- |
|      |             | Laurentistraße 4 LageFlur: 1, Flurstück: 163/2  |              | 18. Jh. | 133729 DDB |
|      |             | Laurentistraße 6 LageFlur: 1, Flurstück: 162/4  |              | 18. Jh. | 133730 DDB |
|      |             | Laurentistraße 8 LageFlur: 1, Flurstück: 161/10 |              | 18. Jh. | 133731 DDB |

### Rathausstraße
| Bild | Bezeichnung | Lage                                          | Beschreibung | Bauzeit | Objekt-Nr. |
| ---- | ----------- | --------------------------------------------- | ------------ | ------- | ---------- |
|      |             | Rathausstraße 1 LageFlur: 1, Flurstück: 212   |              | um 1700 | 133732 DDB |
|      |             | Rathausstraße 3 LageFlur: 1, Flurstück: 211   |              | 18. Jh. | 133733 DDB |
|      |             | Rathausstraße 6 LageFlur: 1, Flurstück: 198/2 |              | 18. Jh. | 133734 DDB |

### Rüdesheimer Straße
| Bild            | Bezeichnung                      | Lage                                                   | Beschreibung | Bauzeit                                                 | Objekt-Nr. |
| --------------- | -------------------------------- | ------------------------------------------------------ | ------------ | ------------------------------------------------------- | ---------- |
|                 |                                  | Rüdesheimer Straße 2 LageFlur: 1, Flurstück: 83/3      |              | um 1700                                                 | 133735 DDB |
|                 |                                  | Rüdesheimer Straße 4 LageFlur: 1, Flurstück: 84        |              | 1771, Erweiterung 19. Jh.                               | 133736 DDB |
|                 |                                  | Rüdesheimer Straße 6 LageFlur: 1, Flurstück: 85        |              |                                                         | 133737 DDB |
| Kath. Pfarrhaus | Kath. Pfarrhaus                  | Rüdesheimer Straße 7 LageFlur: 1, Flurstück: 199       |              | 18. Jh, grundlegend erneuert: 1873 und Ende 20. Jh.     | 133738 DDB |
| weitere Bilder  | Kath. Pfarrkirche St. Laurentius | Rüdesheimer Straße 9 LageFlur: 1, Flurstück: 205       |              | ursprünglich um 1400, vollständige Umgestaltung um 1700 | 133739 DDB |
|                 |                                  | Rüdesheimer Straße 11 LageFlur: 1, Flurstück: 200      |              | 18. Jh. mit Veränderungen im 19. Jh.                    | 133740 DDB |
|                 |                                  | Rüdesheimer Straße 19 LageFlur: 1, Flurstück: 181      |              | 18. Jh.                                                 | 133741 DDB |
|                 |                                  | Rüdesheimer Straße 24 LageFlur: 1, Flurstück: 120, 121 |              | 18. Jh                                                  | 133742 DDB |
|                 |                                  | Rüdesheimer Straße 25 LageFlur: 1, Flurstück: 187/2    |              | 18. Jh.                                                 | 133743 DDB |
|                 |                                  | Rüdesheimer Straße 27 LageFlur: 1, Flurstück: 186      |              | 18. Jh.                                                 | 133744 DDB |

### Schmiedstraße
| Bild | Bezeichnung | Lage                                        | Beschreibung | Bauzeit | Objekt-Nr. |
| ---- | ----------- | ------------------------------------------- | ------------ | ------- | ---------- |
|      |             | Schmiedstraße 1 LageFlur: 1, Flurstück: 222 |              | 18. Jh. | 133745 DDB |